# Ли Сын Хун (боксёр)
Ли Сын Хун (кор. 이승훈; род. 26 июля 1960, Чхонвон) — южнокорейский боксёр, представитель легчайших и наилегчайших весовых категорий. Выступал на профессиональном уровне в период 1977—1989 годов, владел титулом чемпиона мира по версии IBF, был претендентом на титулы чемпиона мира по версиям WBA и WBC.

## Биография
Ли Сын Хун родился 26 июля 1960 года в уезде Чхонвон провинции Чхунчхон-Пукто, Южная Корея.
Дебютировал в боксе на профессиональном уровне в возрасте 17 лет в июле 1977 года, выиграв у своего соперника по очкам в четырёх раундах. В третьем поединке несколькими месяцами позже встретился с непобеждённым соотечественником Ким Хван Джином, будущим чемпионом мира, и уступил ему судейским решением по итогам шести раундов.
Несмотря на проигрыш, Ли продолжил активно выходить на ринг и в декабре 1978 года завоевал вакантный титул чемпиона Южной Кореи в наилегчайшей весовой категории.
В феврале 1979 года впервые выехал заграницу, боксировал в Таиланде, где в десяти раундах его победил местный боксёр Нетрной Сор Ворасингх, тоже будущий чемпиона мира. В дальнейшем отметился несколькими победами на родине, в частности взял верх над достаточно сильным колумбийцем Пруденсио Кардоной.
Благодаря череде удачных выступлений в 1980 году удостоился права оспорить вакантный титул чемпиона мира во втором наилегчайшем весе по версии Всемирного боксёрского совета (WBC) и отправился боксировать в Венесуэлу с местным претендентом Рафаэлем Ороно. Противостояние между ними продлилось все отведённые 15 раундов, в итоге судьи раздельным решением отдали победу Ороно.
Выиграв ещё несколько рейтинговых поединков, в том числе одолев сильного соотечественника Ким Сон Джуна, Ли поднялся в легчайшую весовую категорию и в июне 1982 года предпринял попытку заполучить титул чемпиона мира WBC. Однако действующий чемпион из Мексики Лупе Пинтор оказался сильнее, остановил его в 11 раунде техническим нокаутом.
После поражения от Пинтора Ли снова сменил весовую категорию, поднявшись во второй легчайший вес. Сделав серию из двенадцати побед, в 1985 году он оспорил титул чемпиона мира по версии Всемирной боксёрской ассоциации (WBA) — на ринге в Пуэрто-Рико встретился с пуэрториканцем Виктором Кальехасом. Их бой продлился все 15 раундов, в конечном счёте было вынесено достаточно спорное единогласное решение в пользу Кальехаса.
Когда о завершении спортивной карьеры объявил Ким Дживон, чемпион мира по версии Международной боксёрской федерации (IBF), Ли выпал шанс побороться за ставший вакантным титул, при этом другим претендентом был назначен таец Прайюрасак Муангсурин. Корейский боксёр победил своего соперника техническим нокаутом в девятом раунде и с четвёртой попытки всё-таки стал чемпионом мира.
Ли Сын Хун трижды защитил полученный чемпионский пояс, однако в 1988 году, когда Южная Корея отказалась сотрудничать с IBF, оставил его вакантным. Вместо этого он попытался завоевать титул чемпиона мира WBC во втором легчайшем весе, принадлежавший мексиканцу Даниэлю Сарагосе — боксёры провели на ринге все 12 раундов, в итоге судьи зафиксировали ничью раздельным решением, и Сарагоса таким образом сохранил за собой чемпионский титул.
Впоследствии в 1989 году Ли одержал ещё две победы над двумя малоизвестными боксёрами, после чего принял решение завершить карьеру профессионального спортсмена и занялся промоутерской деятельностью. В общей сложности он провёл на профи-ринге 52 боя, из них 45 выиграл (в том числе 25 досрочно), 6 проиграл, тогда как в одном случае была ничья.